# Pseudomastax nigroplagiata
Pseudomastax nigroplagiata är en insektsart som beskrevs av Marius Descamps 1970. Pseudomastax nigroplagiata ingår i släktet Pseudomastax och familjen Eumastacidae. Inga underarter finns listade i Catalogue of Life.